# Communes de la province de Belluno
- Haut – A
- B
- C
- D
- E
- F
- G
- H
- I
- J
- K
- L
- M
- N
- O
- P
- Q
- R
- S
- T
- U
- V
- W
- X
- Y
- Z

## A
- Agordo
- Alano di Piave
- Alleghe
- Arsiè
- Auronzo di Cadore

## B
- Belluno
- Borca di Cadore

## C
- Calalzo di Cadore
- Canale d'Agordo
- Castellavazzo
- Cencenighe Agordino
- Cesiomaggiore
- Chies d'Alpago
- Cibiana di Cadore
- Colle Santa Lucia
- Comelico Superiore
- Cortina d'Ampezzo

## D
- Danta di Cadore
- Domegge di Cadore

## F
- Falcade
- Farra d'Alpago
- Feltre
- Fonzaso
- Forno di Zoldo

## G
- Gosaldo

## L
- La Valle Agordina
- Lamon
- Lentiai
- Limana
- Livinallongo del Col di Lana
- Longarone
- Lorenzago di Cadore
- Lozzo di Cadore

## M
- Mel

## O
- Ospitale di Cadore

## P
- Pedavena
- Perarolo di Cadore
- Pieve d'Alpago
- Pieve di Cadore
- Ponte nelle Alpi
- Puos d'Alpago

## Q
- Quero Vas

## R
- Rivamonte Agordino
- Rocca Pietore

## S
- San Gregorio nelle Alpi
- San Nicolò di Comelico
- San Pietro di Cadore
- San Tomaso Agordino
- San Vito di Cadore
- Santa Giustina
- Santo Stefano di Cadore
- Sappada
- Sedico
- Selva di Cadore
- Seren del Grappa
- Sospirolo
- Soverzene
- Sovramonte

## T
- Taibon Agordino
- Tambre
- Trichiana

## V
- Vallada Agordina
- Valle di Cadore
- Vigo di Cadore
- Vodo di Cadore
- Voltago Agordino

## Z
- Zoldo Alto
- Zoppè di Cadore